# Фабий Валент
Вижте пояснителната страница за други личности с името Валент.
Фабий Валент (на латински: Fabius Valens) е римски военачалник, издигнат от Нерон. Той взима активно участие в гражданската война през 69 г.
По време на смъртта на Нерон, Фалий Валент командва Първи германски легион, разположен в провинция Долна Германия. Когато войските му отказват да признаят новия император Галба, Валент ги убеждава да провъзгласят за император Вителий, управител на Долна Германия. Силите, подкрепящи Вителий, тръгват към Рим разделени на две части, едната от които се командва от Фабий Валент. Той преминава през Галия и се среща с другата армия, водена от Кацина, при Кремона.
По това време Галба вече е убит и за император в Рим е провъзгласен Отон, чиито войски се сблъскват с тези на Вителиан в първата битка при Бедриакум. Валент и Кацина печелят решителна победа, а Отон се самоубива, когато научава новината за това. Вителий влиза триумфално в Рим.
Междувременно войските в източните провинции обявяват за император Веспасиан и две подкрепящи го армии се отправят към Рим. Първата, която достига Италия, включва пет легиона от Панония и Мизия и е командвана от Антоний Прим. По това време Валент е болен и силите, изпратени от Вителий, са водени от Кацина. Той прави опит да премине на страната на противника, но армията отказва да го следва и го оковава във вериги. Оздравелият Валент се придвижва към армията, но преди да успее да стигне до нея, тя претърпява поражение във втората битка при Бедриакум.
Валент се опитва да продължи борбата и заминава с кораб от Пиза към Галия. Той пристига в Херкулес Моноекус, но го убеждават да не продължава във вътрешността, поради наличието на вражески армии. Той продължава плаването си на запад, но попада в буря, след което е заловен. Изпратен обратно в Италия, Фабий Валент е обезглавен.